# ديفيد جيمس مكفادين
ديفيد جيمس مكفادين هو سياسي كندي، ولد في 7 ديسمبر 1945 في ثاندر باي في كندا. نشط حزبياً في حزب أونتاريو المحافظ التقدمي. وقد انتخب عضو برلمان مقاطعة أونتاريو ‏.